# Людвіново-Дембське
Людвіново-Дембське (пол. Ludwinowo Dębskie) — село в Польщі, у гміні Сероцьк Леґьоновського повіту Мазовецького воєводства.
Населення — 101 особа (2011).
У 1975-1998 роках село належало до Варшавського воєводства.

## Демографія
Демографічна структура станом на 31 березня 2011 року:
|          | Загалом | Допрацездатний вік | Працездатний вік | Постпрацездатний вік |
| -------- | ------- | ------------------ | ---------------- | -------------------- |
| Чоловіки | 53      | 18                 | 31               | 4                    |
| Жінки    | 48      | 16                 | 26               | 6                    |
| Разом    | 101     | 34                 | 57               | 10                   |